# Murdannia nimmoniana
Murdannia nimmoniana là một loài thực vật có hoa trong họ Commelinaceae. Loài này được (J. Graham) S.M. Almeida mô tả khoa học đầu tiên năm 1990.